# Aramon
Aramon é uma comuna francesa, situada no departamento do Gard, região de Occitânia.

## Monumentos
- Casa de Henri Pitot celebrizado pelo seu tubo epónimo: o tubo de Pitot.

## Personalidades ligadas à comuna
- Henri Pitot, engenheiro (1695 – 1771)